# Johann Friedrich Zöllner
Johann Friedrich Zöllner (ur. 24 kwietnia 1754 w Dębnie, zm. 12 września 1804 w Berlinie) – berliński pastor luterański i filozof, reformator systemu szkolnictwa Królestwa Prus na przełomie XVIII i XIX wieku. Powszechnie znany z zainicjowania eseju Immanuela Kanta „Odpowiadajac na pytanie: czym jest oświecenie?”

## Życiorys
Był synem królewskiego leśniczego w Neudamm, dzisiejszym Dębnie. Studiował filozofię i teologię we Frankfurcie nad Odrą. Następnie pracował jako nauczyciel barona Hansa von Kottwitza podróżując z nim po Królestwie Prus, po czym osiadł w Berlinie. Od 1779 roku był głównym kapelanem przy szpitalu Charité. W 1781 roku został duchownym w kościele Mariackim a osiem lat później prepozytem w kościele pw. św. Mikołaja. W tym czasie został przyjęty jako radca do Konsystorza Wyższego (niem. Oberkonsistorium), organu administracyjnego nadzorującego kościół luterański w Prusach. Uchodził wówczas za jednego z największych oponentów ministra Johanna von Wöllnera, który opowiadał się za zwiększeniem zewnętrznych oznak pobożności i ortodoksji w instytucjach kościelnych i szkolnictwie, co zdaniem środowiska Zöllnera „doprowadziłoby jedynie do bezmyślnej hipokryzji”. Johann Zöllner był również zwolennikiem stworzenia systemu edukacji dorosłych i kształcenia ustawicznego. Jest autorem podręczników dla dorosłych które publikował od 1782 doku aż do śmierci, oferowały one napisane prostym językiem eseje z obszaru nauk przyrodniczych i społecznych. W 1786 roku na zalecenie króla pruskiego Fryderyka Wilhelma II, Zöllner przygotował raport dotyczący szkół przemysłowych na dynamicznie rozwijających się wówczas zachodnich ziemiach Prus. W 1800 roku dołączył do Oberschulkollegium – organu nadzorującego pruską edukację, gdzie był odpowiedzialny za szkoły tym razem na wschodzie kraju. W tym celu przez dwa lata podróżował, m.in. po terenach Dolnego Śląska. Zöllner był również masonem, jako Wielki Mistrz Narodowy od 1798 roku przewodniczył Wielkiej Narodowej Loży Matki „Do Trzech Globów”. Na niwie naukowej był członkiem berlińskiego Towarzystwa Przyjaciół Badań Przyrodniczych, a od 1791 roku Akademii Nauk w Berlinie. Uczestniczył jednocześnie w spotkaniach Towarzystwa Berlińskiej Środy – tajnego stowarzyszenia oświeceniowych idealistów. W 1783 roku na łamach Berlinische Monatsschrift opublikował esej w którym w jednym z przypisów jako pierwszy postawił pytanie „czym jest oświecenie?”, co stało się asumptem do powstania słynnego eseju Kanta.